# Port lotniczy Hajdarabad
Port lotniczy Hajdarabad (IATA: HYD, ICAO: VOHS) – międzynarodowy port lotniczy położony 22 km od Hajdarabadu, w pobliżu Shamshabad, w stanie Telangana, w Indiach. Został otwarty 12 lutego 2008.

## Linie lotnicze i połączenia
| Linia             | Kierunek |
| ----------------- | --- |
| AirAsia India     | 1. Bengaluru 2. Ćennaj 3. Goa |
| Air India         | 1. Bengaluru 2. Ćennaj |
| Air India Express | 1. Bengaluru 2. Ćennaj 3. Goa 4. Koczin 5. Mysuru 6. Thiruvananthapuram |
| Akasa Air         | 1. Bengaluru |
| Alliance Air      | 1. Bengaluru 2. Ćennaj 3. Goa 4. Mysuru |
| IndiGo Airlines   | 1. Belagavi 2. Bengaluru 3. Coimbatore 4. Ćennaj 5. Goa 6. Hubballi/Dharwad 7. Kannur 8. Koczin 9. Kolhapur 10. Maduraj 11. Mangaluru 12. Mopa 13. Salem 14. Thiruvananthapuram 15. Tiruchirapalli |
| SpiceJet          | 1. Ćennaj 2. Koczin 3. Mopa 4. Pondicherry |
| Star Air          | 1. Bengaluru 2. Shimoga |
| Vistara           | 1. Bengaluru 2. Mopa |